# Ardverikie Estate Sawmill

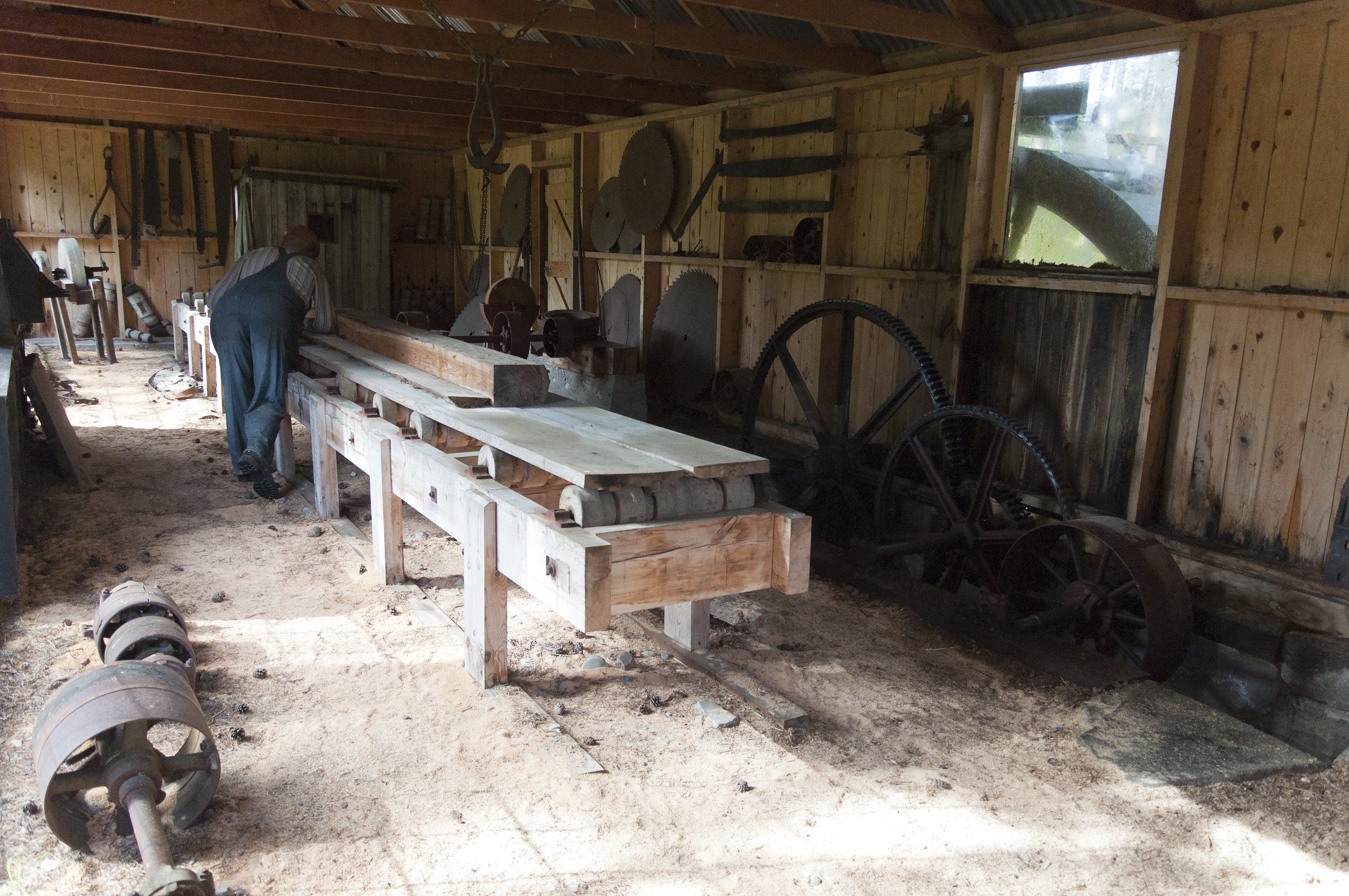
Interieur van de Ardverikie Estate Sawmill

De Ardverikie Estate Sawmill (Nederlands: Zaagmolen van het landgoed van Ardverikie) is een reconstructie van een zaagmolen in het Highland Folk Museum te Newtonmore, Schotland.
Oorspronkelijk stond deze zaagmolen in Craigmore, Nethy Bridge, gebouwd na 1863 door Alexander Cameron naast zijn reeds bestaande korenmolen. Zijn zoon Alexander verhuisde naar Ardverikie bij Laggan en installeerde daar de zaagmolen. Water zorgde tot 1940 voor de kracht om een wiel aan te drijven met een diameter van 3,60 m. Later zorgde de aandrijfas van een Fordson-tractor hiervoor. Tot het einde van de jaren 50 van de 20e eeuw leverde de molen alle hout dat op het landgoed werd gebruikt. In 1999 kreeg de molen haar plaats in het Highland Folk Museum.

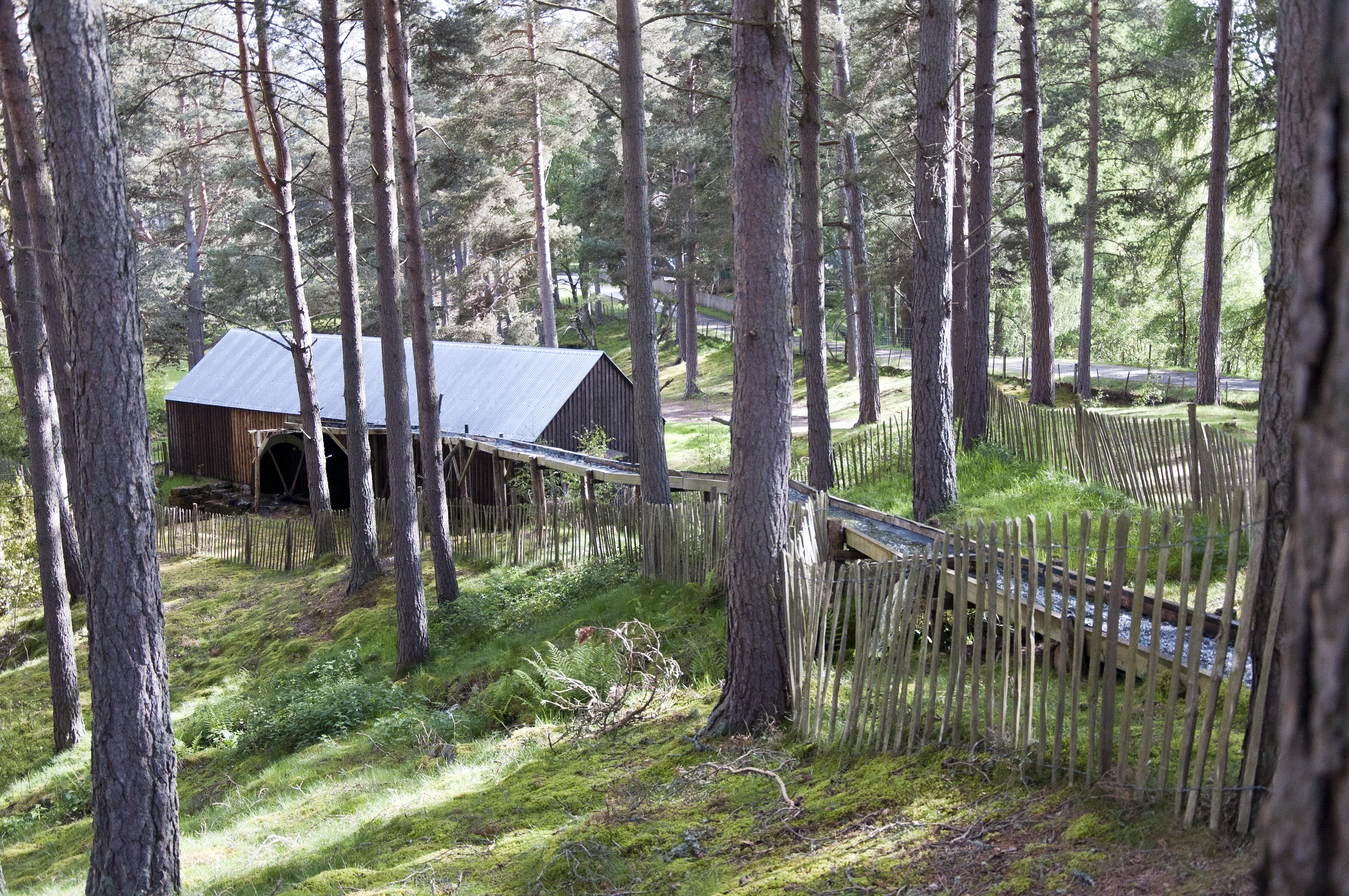
De Ardverikie Estate Sawmill
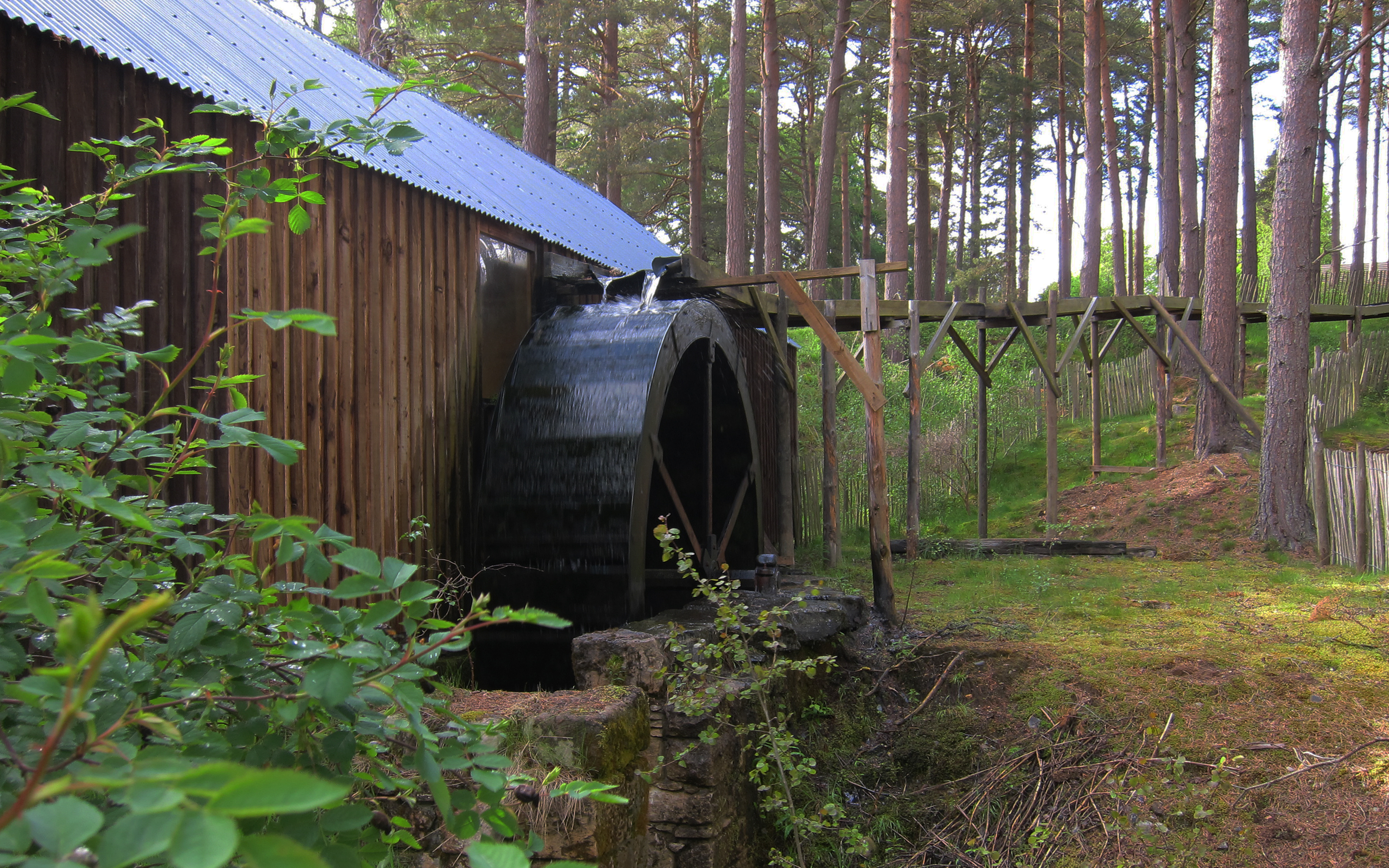
Het molenwiel